# HTC Sensation
HTC Sensation — первый смартфон компании HTC с двухъядерным процессором на ОС Android.
Устройство было анонсировано компанией 12 апреля 2011 года как одно из флагманских устройств 2011 года.
- Экран 4,3" (960x540) защищён сверхпрочным закалённым стеклом Gorilla Glass.
- Оснащён 768 МБ оперативной памяти и 1 ГБ для хранения данных. Кроме этого, в Sensation есть слот расширения под карту памяти microSD.
- Встроенная 8-Мп камера с поддержкой съёмки видео в качестве 1080p со скоростью 30 к/с, автофокусом, двойной LED-вспышкой; фронтальная VGA-камера для видеотелефонии,
- Адаптеры беспроводных сетей Wi-Fi 802.11 b/g/n и Bluetooth 3.0, также модуль DLNA для соединения домашних компьютеров, мобильных телефонов, ноутбуков и бытовой электроники в единую цифровую сеть.
- Гироскоп, цифровой компас, датчики освещенности и приближения и акселерометр.
- Имеет стандартный 3,5-мм аудиоразъём для наушников.
- Ёмкости аккумулятора в 1520 мАч хватит для его автономной работы в режиме разговора до 495 минут (GSM) и 400 часов — в режиме ожидания (GSM).

Изначально Android 2.3.3, на сегодняшний день работает на Android 4.0.3. Обновлений до 4.1 на него не планируется.
На основе этого устройства вышли коммуникаторы HTC Sensation 4G и HTC Sensation XE.